# شیهو اوتساوکا
شیهو اوتساوکا (انگلیسی: Shiho Otsuka؛ زادهٔ ۱۶ اکتبر ۱۹۸۹) بازیکن هاکی روی چمن زن اهل ژاپن است.